# Piedras, Colombia
Piedras är en ort i Colombia.   Den ligger i departementet Tolima, i den centrala delen av landet, 90 km väster om huvudstaden Bogotá. Piedras ligger 403 meter över havet och antalet invånare är 1 172.
Terrängen runt Piedras är kuperad söderut, men norrut är den platt. Runt Piedras är det ganska glesbefolkat, med 21 invånare per kvadratkilometer. Närmaste större samhälle är Alvarado, 9,4 km väster om Piedras. Omgivningarna runt Piedras är huvudsakligen savann.